# Qendër
Qendër es un antiguo municipio albanés del condado de Elbasan. Se encuentra situado en el centro del país y desde 2015 está constituido como una unidad administrativa del municipio de Librazhd. A finales de 2011, el territorio de la actual unidad administrativa tenía 8551 habitantes.
La unidad administrativa incluye los pueblos de Arez, Babje, Dorez, Dragostunje, Gizavesh, Kuterman, Librazhd Katund, Librazhd Qendër, Marinaj, Qarishte, Spathar y Togez.
La unidad administrativa de Qendër rodea por completo a la capital municipal Librazhd. Su territorio es fronterizo por el este con Macedonia del Norte.